# Colmenar de Oreja
Colmenar de Oreja és un municipi de la Comarca de Las Vegas, al sud-est de la Comunitat de Madrid (Espanya). Forma part de la Comarca de Las Vegas. El nucli urbà de la ciutat va ser declarat Bien de Interés Cultural el 26 de desembre de 2013.

## Situació
Està situat en l'altiplà hidrogràfic dels rius Tajo i Tajuña, als 40° 07′ 00″ de latitud Nord i els 5° 47′ 30″ de longitud est, del meridià de Madrid. La seva altitud al nivell del Mediterrani és de 753 metres en el batient de la porta Nord de l'Església de Santa María la Mayor. El punt més alt del terme està situat el lloc denominat Navarredonda, l'altitud del qual és de 780 metres, i ell més baix el del riu en la seva entrada en el terme l'altitud del qual és de 515 metres, sent, per tant, el seu desnivell de 265 metres en una distància màxima de 9 quilòmetres. El seu terme delimita pel nord amb els de Valdelaguna, Chinchón i Villaconejos, al sud amb la província de Toledo i els termes de Villarrubia de Santiago, Noblejas, Oreja, Ocaña i Aranjuez; a l'est amb els termes de Belmonte de Tajo, Villarejo de Salvanés i Villarubia de Santiago, i, a l'oest amb Aranjuez. La seva extensió és de 12.567 hectàrees 80 àrees i 25 centiàrees.
| Nord-oest: Las Cubillas            | Nord: Chinchón, Valdelaguna                                                         | Nord-est: Belmonte de Tajo                           |
| Oest: Aranjuez, Villaconejos       |                                                                                     | Est: Villarejo de Salvanés i Villarrubia de Santiago |
| Sud-oest Ocaña, Ontígola, Noblejas | Sud: provincia de Toledo y los términos de Villarrubia de Santiago, Noblejas, Oreja | Sud-est: Villamanrique de Tajo                       |

## Vies d'accés
A uns 50 quilòmetres de Madrid capital. Colmenar de Oreja, actualment, només té accés per carretera. Antigament tenia estació de tren (en el traçat de la línia del tren d'Arganda, aquesta l'actual Via verda del Tajuña). S'accedeix en automòbil per l'autovia de València, la A-3, prenent el desviament de la M-404 a l'altura del quilòmetre 50 en Villarejo de Salvanés fins a Belmonte de Tajo i des d'allí per la [ i des d'allí per la M-303 fins a Colmenar de Oreja. Altra ruta possible és des de la A-3 per la M-307, quilòmetre 21, poc abans d'arribar a Arganda del Rei, seguint per ella es prenen successivament la M-311 i abans de Morata de Tajuña la M-313 fins a Chinchón i Colmenar de Oreja. Finalment existeix la possibilitat d'arribar per la A-4 fins a Aranjuez, allí, prendre la M-305 i el desviament poc després de la M-318 directa fins a Colmenar de Oreja. Es pot anar amb els serveis regulars d'autocar, des de Madrid la línia 337(Conde Casal). Madrid-Chinchón-Valdelaguna o la línia 415A (per Pinto). Companyia LA VELOZ. Des d'Aranjuez la línia 430: Aranjuez-Villarejo de Salvanes. Companyia AISA.

## Evolució demogràfrica
| 1900  | 1910  | 1920  | 1930  | 1940  | 1950  | 1960  | 1970  | 1981  | 1990  | 2000  | 2007  | 2008  | 2009  | 2010  | 2011  | 2012  |
| ----- | ----- | ----- | ----- | ----- | ----- | ----- | ----- | ----- | ----- | ----- | ----- | ----- | ----- | ----- | ----- | ----- |
| 6.182 | 6.022 | 5.837 | 5.659 | 5.815 | 5.695 | 5.547 | 5.150 | 5.004 | 5.303 | 5.412 | 8.163 | 8.127 | 8.357 | 8.397 | 8.378 | 8.432 |

## Clima
Clima continental. La temperatura mitjana anual és de 14 °C. Temperatura mitjana al gener: 5 °C. Temperatura mitjana al juliol: 25 °C. La insolació mitjana és de 2.800 hores/any. Precipitació mitjana 400 mm/any.

## Agricultura
S'hi conrea principalment vinya i olivera. El cultiu d'oliveres i la producció d'oli d'oliva en Colmenar es remunten a l'època dels romans, quan el poble era conegut com a Apis Aureliae. En 1750 havia 105 molins d'oli. En 1891 solament quedaven 10 en producció activa, que en l'actualitat es reduïx a un (Cooperativa Oli Sant Crist), gestionat en forma de cooperativa pels mateixos agricultors i productors locals d'oli. Fins al passat 2006 funcionava també altre en mans privades Olis Sanz Galán però al final de la campanya, també va deixar la seva activitat. Les collites d'oliva que es produïxen, són en un 80% de la varietat cornicabra (fruit fi i allargat) i la resta de la varietat camamilla (rodona i carnosa) ideal per a conserves, i totes elles provenen principalment de Colmenar de Oreja, encara que també es porta dels termes de Belmonte, Valdelaguna i Villamanrique.

## Persones il·lustres
- Pedro de León
- Ulpiano Checa
- Isidoro Arredondo
- Manuel Blanco Játiva
- Fray Juan Fernández de Rojas
- José María Moralejo
- Juan Gil Gil
- José Mª Fernández de la Hoz
- Tomás Juan y Seva Casero
- Miguel Alcolado
- Luis Hurtado García

## Què veure en Colmenar de Oreja
- Ermita del Cristo del Humilladero
- Museo Ulpiano Checa
- Iglésia de Santa María La Mayor
- Fuente y Jardines de Los Huertos
- Convento de la Encarnación
- Camino del Cristo
- Fuente y Jardines del Zacatín